# マイアミ中央駅
マイアミ中央駅（MiamiCentral）は、アメリカ合衆国フロリダ州のマイアミにあるターミナル駅。マイアミの交通結節点として機能している。高速列車ブライトラインと通勤列車トライレールが乗り入れている。

## 歴史
マイアミ中央駅の歴史は古く、1896年にフロリダ東海岸鉄道のターミナル駅として開業した。当時のマイアミは果樹園が点在するだけの農業地域だったが、駅の開業に合わせて法人化され「マイアミ市」が誕生した。駅の周辺は市街地化し、南フロリダ最大の商業地へと発展した。1920年代にシーボード・エア・ライン鉄道がマイアミに線路を伸ばし、フロリダ東海岸鉄道のライバルになった。
第二次世界大戦後はハイウェイと空港が交通の主役になり、鉄道の旅客は急速に減少した。フロリダ東海岸鉄道は旅客輸送を停止し、マイアミ中央駅は1963年に廃駅になった。駅の設備は全て解体され、敷地は駐車場になった。この土地が再び注目されるようになったのは2000年代に入ってからである。
マイアミでは、マイアミ国際空港が公共交通の中心に位置付けられ、空港の隣接地に大規模な交通センターが整備された。しかし、マイアミ国際空港は市域外にあるためダウンタウンの再開発を求める声が出ていた。地元経済界を中心に民間主導でマイアミ中央駅を復活させるプロジェクトが動き出した。
元々、フロリダ東海岸鉄道の親会社は不動産デベロッパーであり、複合施設の中に駅を組み込む手法が採用された。当初、貨物線を高速鉄道に造り変える案が検討されたが、採算性に問題があり貨物線に高速列車が乗り入れる案に落ち着いた。
マイアミ中央駅の建設は2015年に始まり2018年に部分的に完成した。鉄道駅、商業施設、オフィス、住宅などから構成される複合施設で、延べ床面積は28万平方メートルである。4ブロックに跨がる長大な建造物で、メトロレールのガバメントセンター駅や立体駐車場と連結している。

## ギャラリー

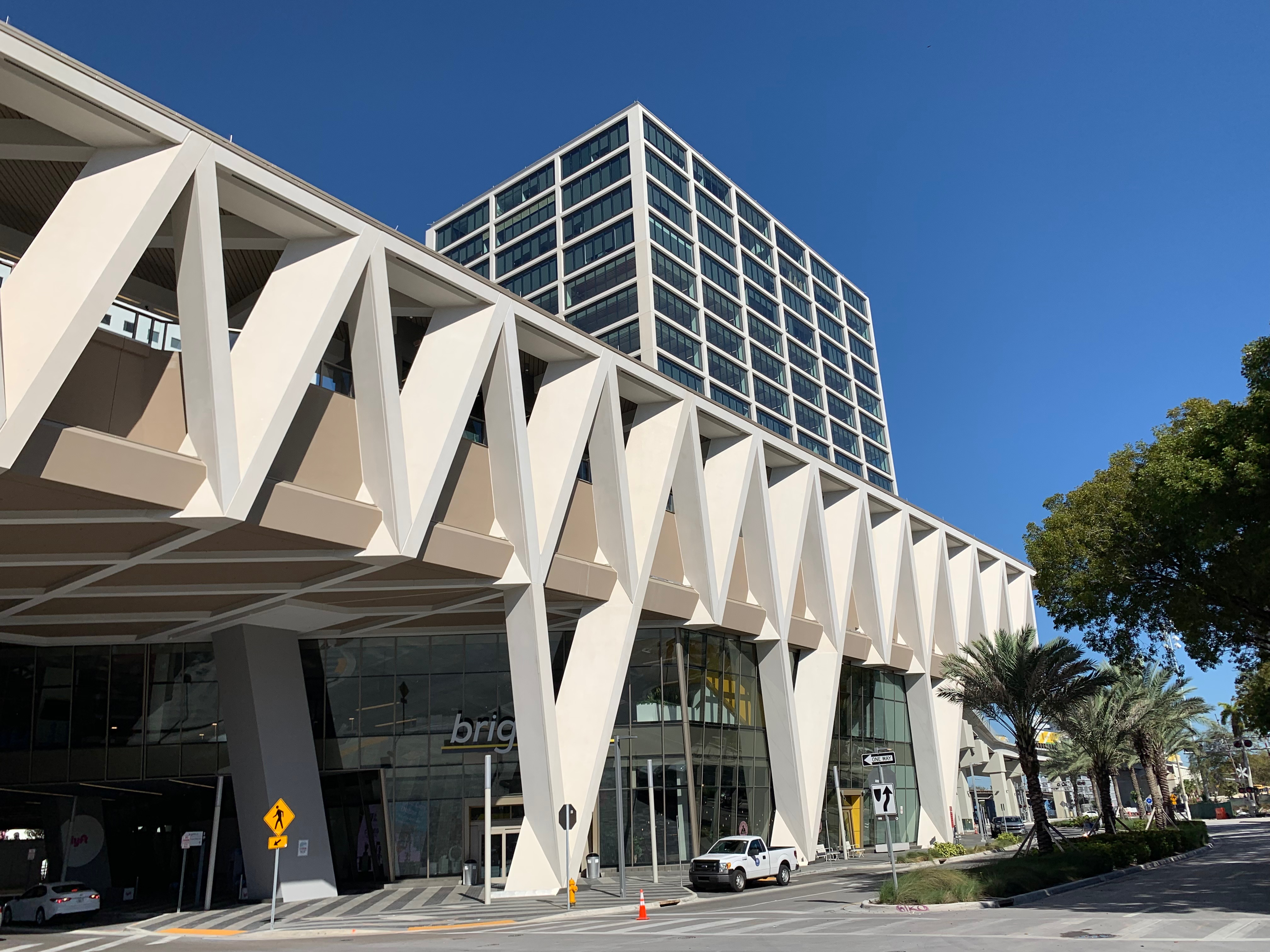
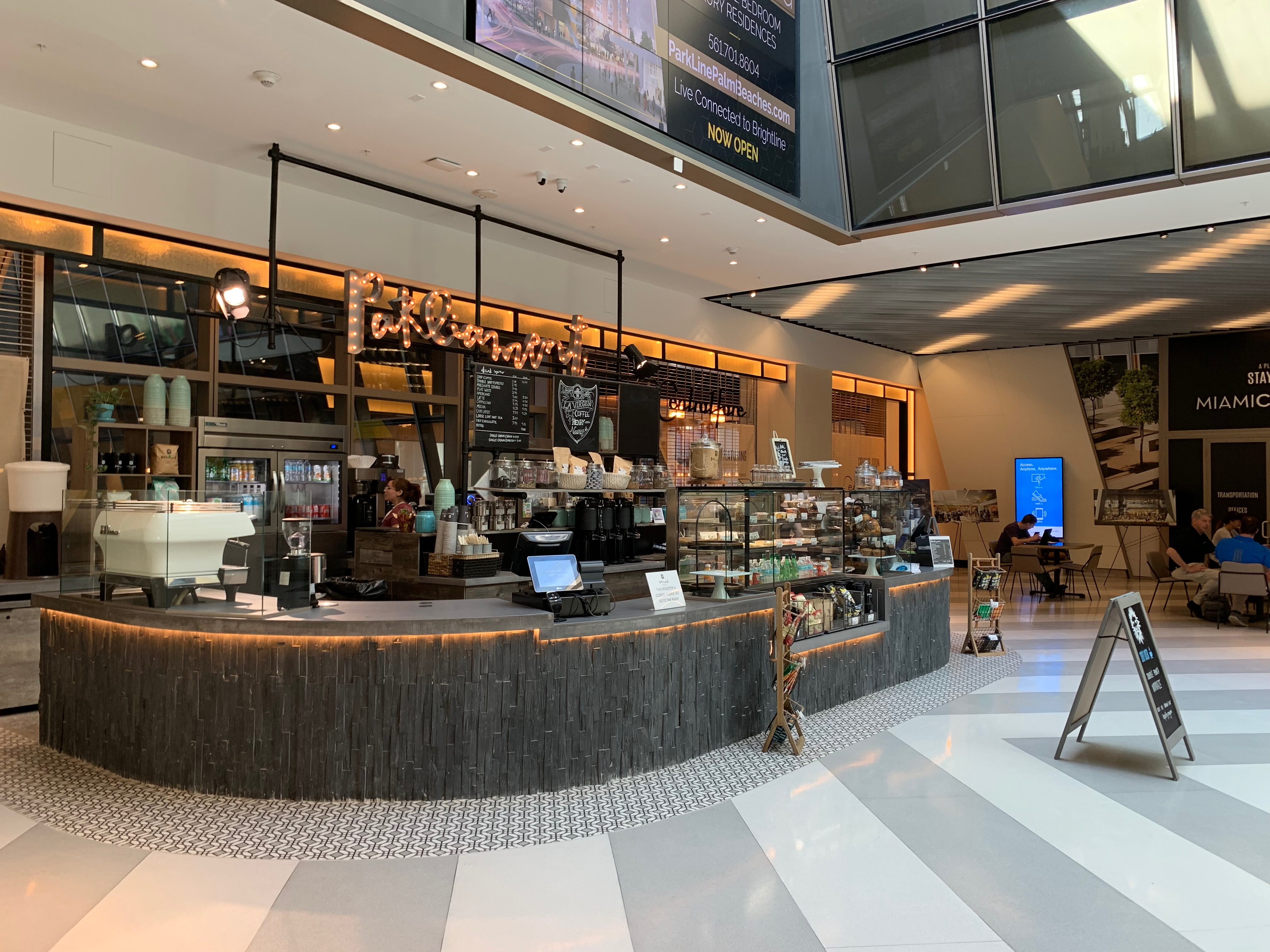
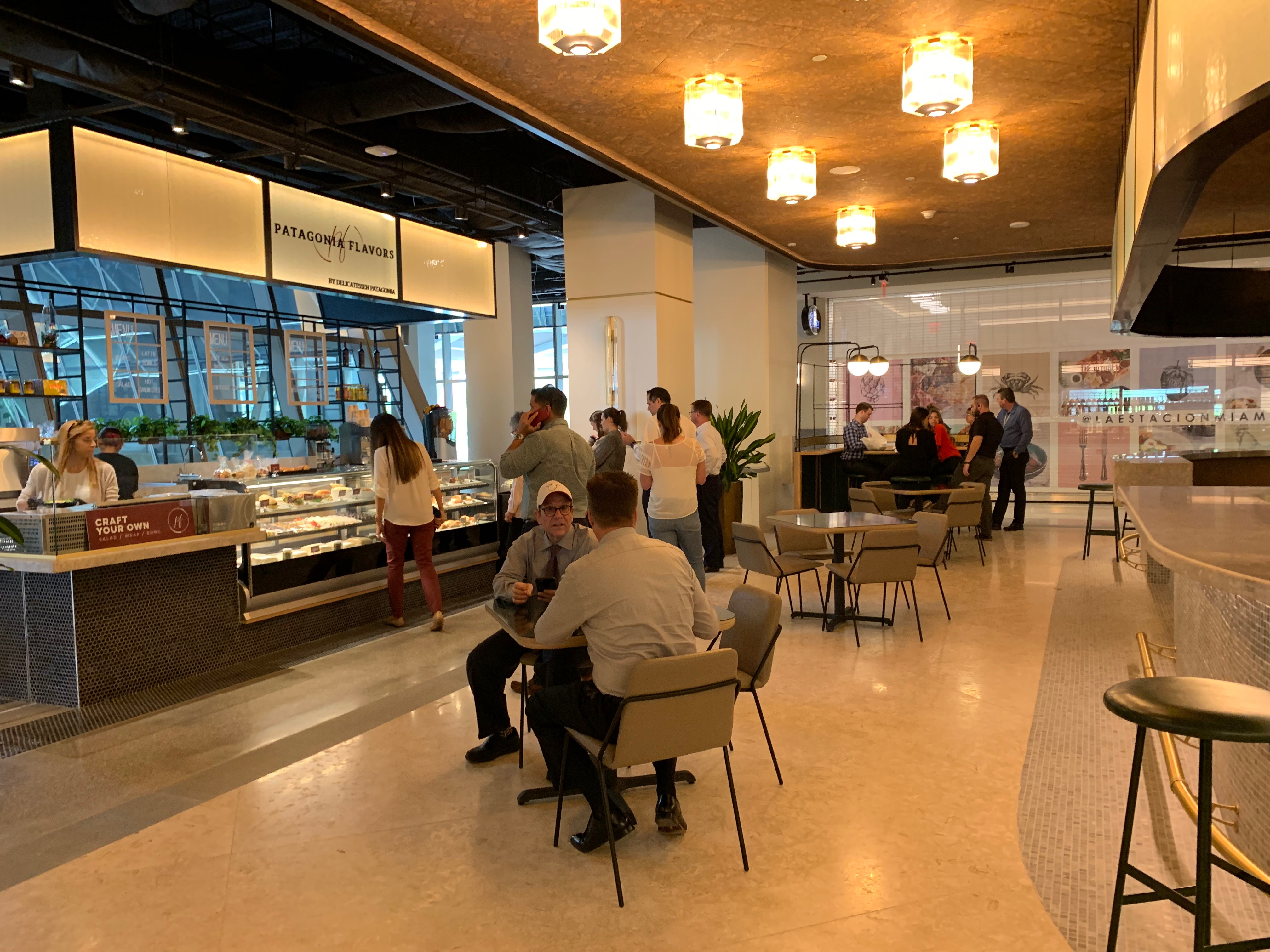
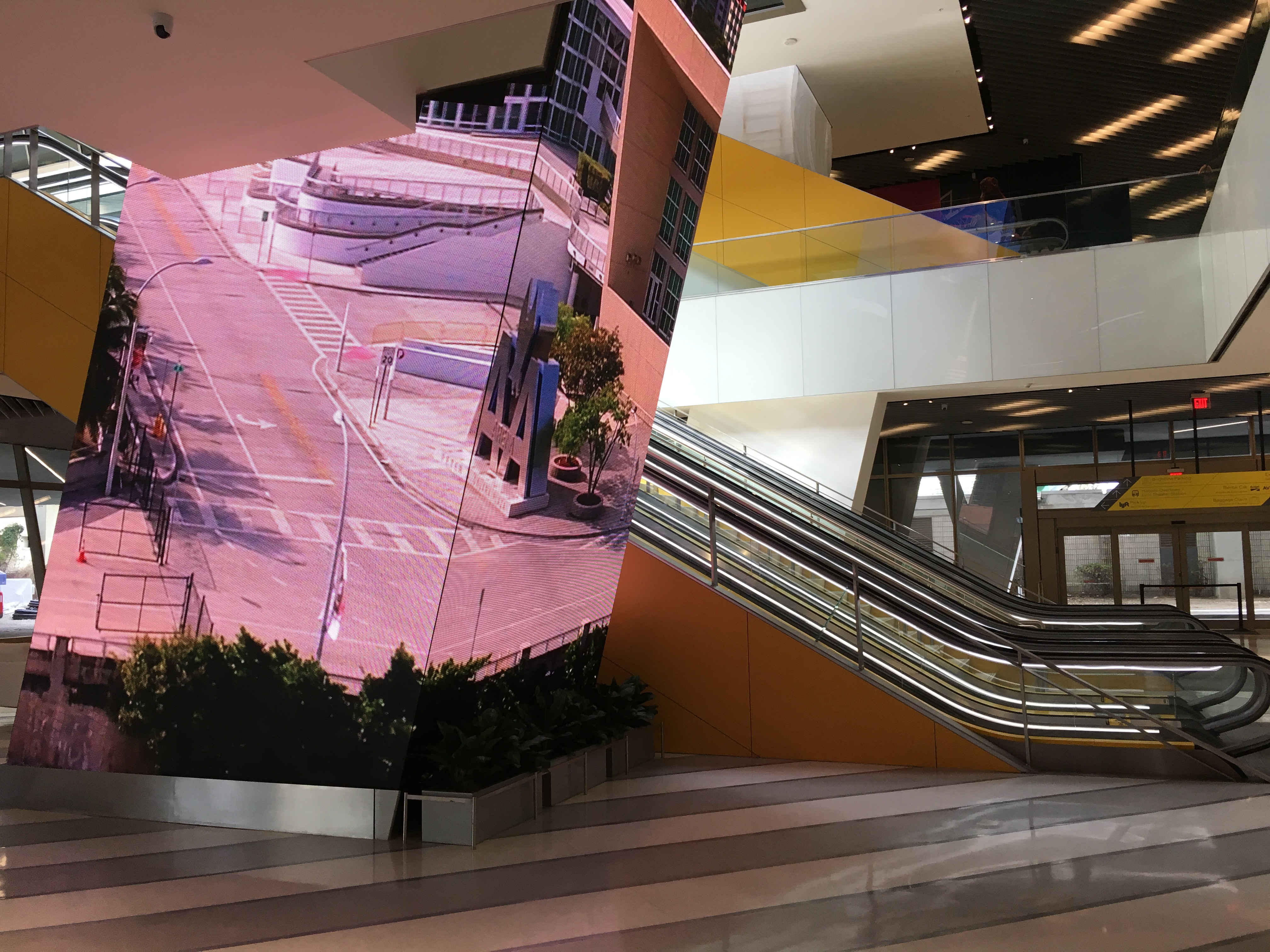
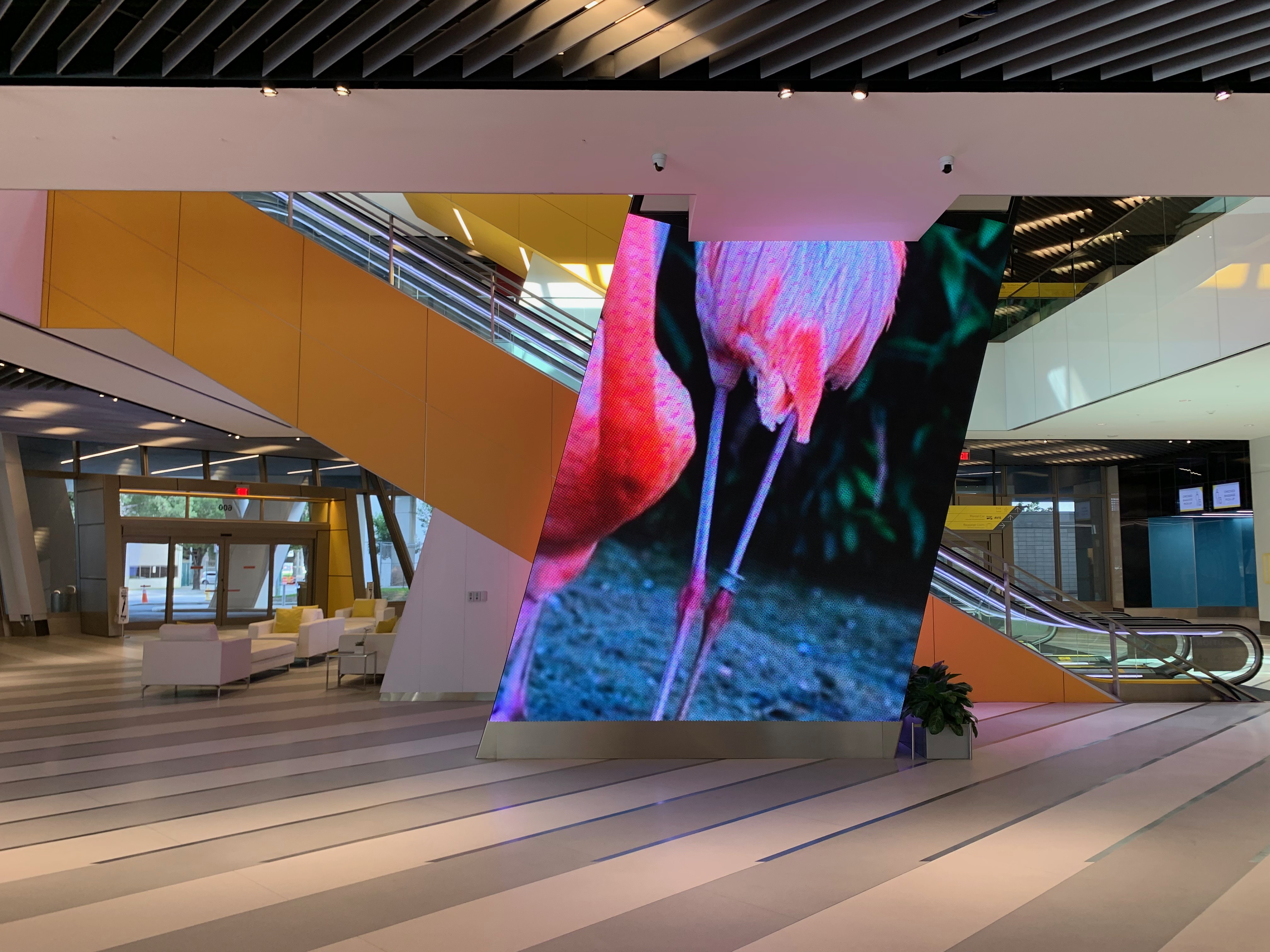
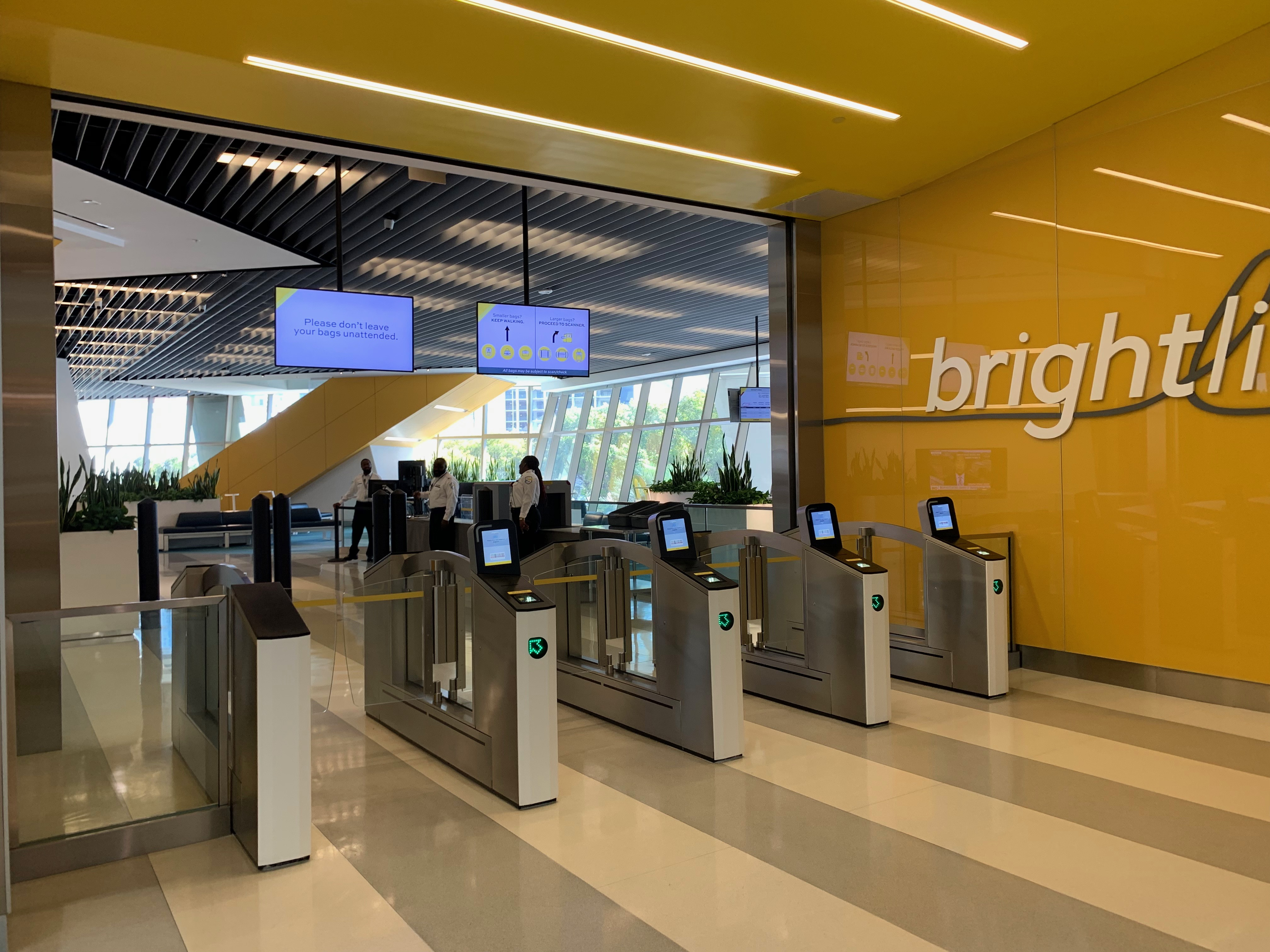
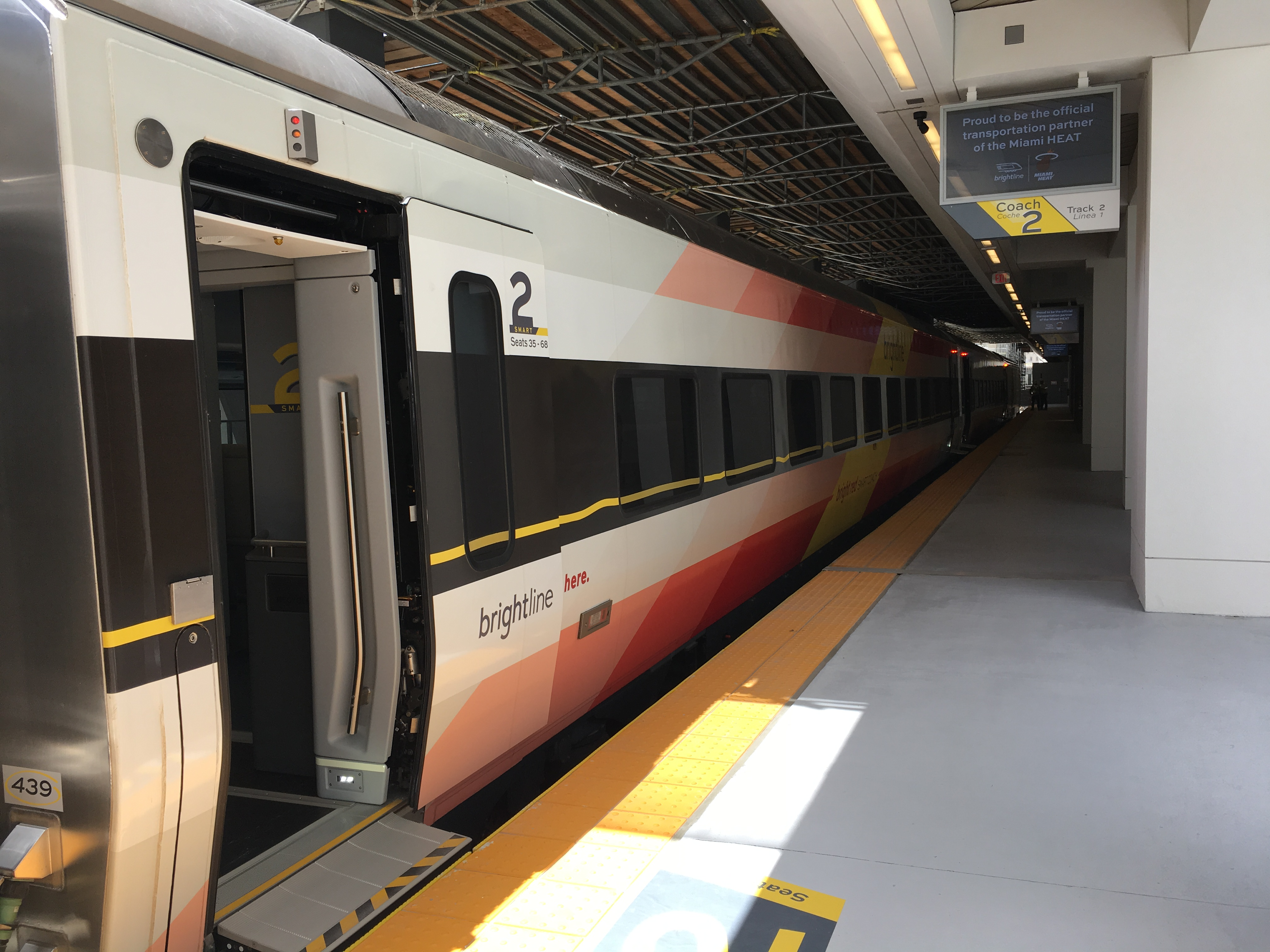